# 3
| [ Edytuj tabelę ] |                                   |
| Król Armenii      | - 2 Ariobarzanes 4                |
| Cesarz Chin       | - 1 p.n.e. Han Pingdi 6           |
| Król Kapadocji    | - 36 p.n.e. Archelaos 17          |
| Król Kommageny    | - 12 p.n.e. Antioch Filokajsar 17 |
| Władca Korei      | - 19 p.n.e. Yuri 18               |
| Król Mauretanii   | - 25 p.n.e. Juba II 23            |
| Król Nabatei      | - 9 p.n.e. Aretas IV 40           |
| Król Partów       | - 2 p.n.e. Fraates V 4            |
| Cesarz Rzymu      | - 27 p.n.e. Oktawian August 14    |
| Król Tracji       | - 11 p.n.e. Remetalkes I 12       |

Rok 3 / III
stulecia: I wiek p.n.e. ~
I wiek ~
II wiek

lata: 8 p.n.e. «
3 p.n.e. «
2 p.n.e. «
1 p.n.e. «
1 «
2 «
3
» 4
» 5
» 6
» 7
» 8
» 13

## Wydarzenia
- Rządy cesarza Oktawiana Augusta zostają przedłużone o 10 lat.
- Lucjusz Eliusz Lamia został mianowany konsulem.
- Menneas został archontem Aten.
- Wang Mang udaremnia spisek swojego syna, Wang Yu, jego szwagra, Lu Kuana, i klanu Wei, aby usunąć go z pozycji regenta. Wang Yu i Lu Kuan zostają zabici podczas następującej czystki[1].

## Urodzili się
- Ban Biao, chiński historyk, który rozpoczął pisanie Księgi Hanów (zm. 54)[2]
- Geng Yan, chiński generał z dynastii Han (zm. 58)
- Tyberiusz Klaudiusz Balbilus, rzymski polityk i astrolog (zm. 79)

## Zmarli
- Bao Xuan, chiński polityk z dynastii Han